# Tampone rinofaringeo
Il tampone rinofaringeo (o tampone nasofaringeo o tampone faringeo) è una procedura diagnostica utilizzata per prelevare secrezioni e materiale biologico dalla rinofaringe e faringe. Su tale campione possono essere eseguiti vari tipi di analisi per la ricerca di microrganismi, come batteri, virus e miceti.
La ricerca di batteri avviene attraverso una coltura batterica successiva ed eventualmente un antibiogramma. La ricerca di virus avviene tramite tecniche di biologia molecolare, attraverso le quali si ricerca l'acido nucleico (DNA o RNA) del virus.
Viene solitamente richiesto per identificare l'agente patogeno responsabile di una faringite insistente o recidivante, in particolare per la ricerca dello Streptococcus pyogenes, che oltre a tonsilliti può causare complicanze, quali febbri reumatiche e glomerulonefrite.

## Tecnica

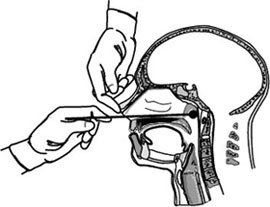
Esecuzione di tampone rinofaringeo.

Il prelievo consiste nel passare leggermente un apposito tampone monouso (simile ad un bastoncino cotton fioc) sulla mucosa della faringe posteriore e sulle tonsille, avendo cura di evitare il contatto con la mucosa orale e la lingua.
Il bastoncino viene quindi inserito in un'apposita provetta ed inviato ad un laboratorio di analisi.

## Metodi correlati

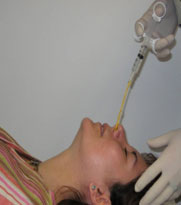
Aspirato nasofaringeo.

Leggermente diversa ma correlata è l'aspirato nasofaringeo: non dipendendo da un tampone fisico per catturare il materiale dal rinofaringe, l'aspirazione utilizza un catetere collegato a una siringa. Come con il metodo del tampone rinofaringeo, il catetere viene inserito nella narice e fatto avanzare delicatamente fino alla rinofaringe, dove vengono introdotti da uno a tre millilitri di soluzione fisiologica, seguiti da un'immediata ri-aspirazione della soluzione salina, insieme a cellule e secrezioni, nella siringa.